# Фоміних Олександра Матвіївна
Олександра Матвіївна Фоміних (1925, село Бєлово, тепер селище Бєловський Троїцького району Алтайського краю, Російська Федерація — ?) — радянська діячка, новатор виробництва, бригадир свиноферми Бєловського радгоспу Троїцького району Алтайського краю. Член Центральної Ревізійної комісії КПРС у 1966—1971 роках. Кандидат у члени ЦК КПРС у 1971—1977 роках. Член ЦК КПРС у 1977—1981 роках. Герой Соціалістичної Праці (22.03.1966).

## Життєпис
Народилася в селянській родині. У 1941 році закінчила сім класів середньої школи Троїцького району Алтайського краю.
У 1941—1950 роках — вагар зернового складу, штурвальна комбайну, обліковець радгоспу «Бєловський» Троїцького району Алтайського краю.
У 1950—1953 роках — свинарка, з липня 1953 року — бригадир маткової свиноферми радгоспу «Бєловський» Троїцького району Алтайського краю.
Член КПРС з 1961 року.
Потім — на пенсії в Троїцькому районі Алтайського краю.

## Нагороди і звання
- Герой Соціалістичної Праці (22.03.1966)
- два ордени Леніна (22.03.1966,)
- орден Жовтневої Революції
- орден Трудового Червоного Прапора
- медалі